# Yevgeniy Yevsyukov
Yevgeniy Yevsyukov (russe : Евгений Евсюков ; né le 2 janvier 1950 à Krasnoïarsk) est un athlète russe spécialiste des épreuves de marche athlétique.

## Carrière
Concourant sous les couleurs de l'URSS dès la fin des années 1970, il termine au pied du podium des Jeux olympiques de 1980 et établit lors de cette même saison la meilleure performance de sa carrière sur 20 km marche en 1 h 19 min 53 s.
En 1983, Yevgeniy Yevsyukov remporte la médaille de bronze du 20 km lors des Championnats du monde d'Helsinki (1 h 21 min 08 s), s'inclinant finalement face au Mexicain Ernesto Canto et au Tchèque Jozef Pribilinec.

### Palmarès
| Date | Compétition                    | Lieu     | Résultat | Épreuve |
| ---- | ------------------------------ | -------- | -------- | ------- |
| 1980 | Jeux olympiques                | Moscou   | 4e       | 20 km   |
| 1981 | Coupe du monde de marche       | Valence  | 4e       | 20 km   |
| 1983 | Championnats d'Europe en salle | Budapest | 2e       | 5 000 m |
| 1983 | Coupe du monde de marche       | Bergen   | 5e       | 20 km   |
| 1983 | Championnats du monde          | Helsinki | 3e       | 20 km   |

### Records
| Épreuve      | Performance     | Lieu       | Date          |
| ------------ | --------------- | ---------- | ------------- |
| 20 km marche | 1 h 19 min 53 s | Tcherkassy | 27 avril 1980 |
| 50 km marche | 3 h 42 min 04 s | Leningrad  | 3 août 1985   |